# Kdo přežije: Krev není voda
Kdo přežije: Krev není voda (v originále Survivor Blood vs. Water) je dvacátá sedmá sezóna televizní reality show Kdo přežije. Série byla odvysílána v USA na podzim 2013. Bylo v ní 10 navrátilců spolu s jejich 10 příbuznými/partnery/manžely/manželkami. Natáčení proběhlo v květnu 2013 na filipínském ostrově Palaui.

## Poloha natáčení
Oproti minulým řadám se natáčelo v severně ležící provincii Cagayan, která leží na ostrově Luzon. Trosečníci soutěžili na ostrově Palaui, který je součástí zmíněné provincie Cagayan.

## Seznam soutěžících, kteří se mohli vrátit
- Amber Brkich (Austrálie) a Rob Mariano (Polynésie) - odmítli nabídku, oba cítili, že si už v soutěži zažili svoje
- Denise Stapley (Filipíny) - odmítla nabídku
- Greg Buis (Borneo) - odmítl nabídku
- Parvati Shallow (Cookovy ostrovy) - odmítla nabídku
- Tom Westman (Palau) - odmítl nabídku
- Yau-Man Chan (Fidži) - odmítl nabídku
- Malcolm Freberg (Filipíny) - odmítl nabídku
- Lex van den Berghe (Afrika) - odmítl kvůli práci
- Tom Buchanan (Afrika) - odmítl kvůli práci
- Ashley Underwood (Ostrov vykoupení) - produkce ji vyškrtla, jelikož se její přítel nemohl zúčastnit
- Cirie Fields (Panama) - produkce ji vyškrtla, jelikož se její manžel nemohl zúčastnit
- Jerri Manthey (Austrálie) - produkce ji vyškrtla, jelikož se její partner nemohl zúčastnit
- Kelly Goldsmith (Afrika) - byla vyškrtnuta poté, co si nemohla najít partnera, který by jel s ní
- Jonathan Penner (Cookovy ostrovy) - měl se zúčastnit se svým synem, ale byl vyškrtnut, jelikož byl pod minimální věk pro účast v soutěži
- Terry Deitz (Panama) - měl se zúčastnit se svou dcerou, ale byl vyškrtnut, jelikož byla pod minimální věk pro účast v soutěži
- Shane Powers (Panama) - původně se měl vrátit se svým synem, ale byl na poslední chvíli vyškrtnut (nestihli vyplnit papíry pro účast včas)
- Sandra Diaz-Twine (Perlové ostrovy) - produkce zvažovala její návrat
- Chelsea Meissner (Jeden svět) - produkce zvažovala její návrat
- Cindy Hall (Guatemala) - produkce zvažovala její návrat
- Edna Ma (Jižní Pacifik) - produkce zvažovala její návrat
- Eliza Orlins (Vanuatu) - produkce zvažovala její návrat
- Holly Hoffman (Nikaragua) - produkce zvažovala její návrat
- Jane Bright (Nikaragua) - produkce zvažovala její návrat
- Marty Piombo (Nikaragua) - produkce zvažovala jeho návrat
- Ken Hoang (Gabon) - produkce zvažovala jeho návrat
- R.C. Saint-Amour (Filipíny) původně měla soutěžit se svým otcem a oba jeli na natáčení s ostatními účastníky, její otec měl však vysoký krevní tlak a tak byla nakonec nahrazena Candice a jejím manželem